# Acentroptera norrisii
Acentroptera norrisii es un coleóptero de la familia Chrysomelidae.
Fue descrita científicamente por primera vez en 1844 por Guérin-Méneville.